# Presidente de Montenegro
O presidente de Montenegro (em montenegrino: Предсједник Црне Горе, Predsjednik Crne Gore) é o chefe de estado do Montenegro. Jakov Milatović é o atual ocupante do cargo, desde Maio de 2023. A residência oficial do presidente localiza-se na antiga capital real Cetinje.

## Termo
De acordo com a Constituição de Montenegro, Artigo 97:
O Presidente do Montenegro é eleito por um período de cinco anos.
A mesma pessoa pode ser eleita Presidente do Montenegro em dois mandatos.
O Presidente do Montenegro toma posse na data da prestação de juramento perante os Deputados.
Se o mandato do Presidente expirar durante o estado de guerra ou o estado de emergência, o mandato será prorrogado por, no máximo, 90 dias após o fim das circunstâncias que deram origem a esse estado.
O Presidente do Montenegro não exercerá qualquer outra função pública.

## Deveres
O Palácio Azul em Cetinje, a sede oficial do Presidente do Montenegro.
O iate presidencial "Jadranka"
De acordo com a Constituição de Montenegro, Artigo 95, o presidente de Montenegro:
1. Representa Montenegro no país e no exterior;
2. Comandos do Exército com base nas decisões do Conselho de Defesa e Segurança;
3. Proclama leis por Portaria;
4. Solicita as eleições para o Parlamento;
5. Propõe ao Parlamento: candidato a primeiro-ministro, ouvidos os representantes dos partidos políticos representados no Parlamento; presidente e juízes do Tribunal Constitucional; protetor dos direitos humanos e das liberdades;
6. Nomeia e revoga embaixadores e chefes de outras missões diplomáticas do Montenegro no estrangeiro, sob proposta do Governo e ouvido a Comissão Parlamentar responsável pelas relações internacionais;
7. Aceita cartas de credenciamento e revogação dos diplomatas estrangeiros;
8. Prêmios medalhas e honrarias de Montenegro;
9. Concede anistia;
10. Desempenha outras funções previstas na Constituição ou na lei.

### Desempenho
De acordo com a Constituição de Montenegro, Artigo 99, no caso de cessação do mandato do presidente de Montenegro, até a eleição do novo presidente, bem como no caso de impedimento temporário do presidente para exercer suas funções, o Presidente do Parlamento do Montenegro cumprirá esta função.

## Promulgação de leis
De acordo com a Constituição do Montenegro, Artigo 94, o presidente do Montenegro deve proclamar a lei no prazo de sete dias a partir do dia da aprovação da lei, ou seja, no prazo de três dias se a lei tiver sido aprovada em um processo rápido ou enviar a lei de volta ao Parlamento para novo processo de tomada de decisão. O Presidente do Montenegro proclamará a lei readotada.